# Каслтон (Вермонт)
Каслтон (енгл. Castleton) насељено је место без административног статуса у америчкој савезној држави Вермонт.

## Демографија
По попису из 2010. године број становника је 1.485.
| Група             | 2000.    | 2010.         |
| Белци             | 0 (0,0%) | 1.412 (95,1%) |
| Афроамериканци    | 0 (0,0%) | 13 (0,9%)     |
| Азијати           | 0 (0,0%) | 11 (0,7%)     |
| Хиспаноамериканци | 0 (0,0%) | 36 (2,4%)     |
| Укупно            | 0        | 1.485         |